# Дадажанов, Тулян
Тулян Дадажанов — советский узбекистанский хозяйственный деятель, Герой Социалистического Труда.

## Биография
Родился в 1940 году на территории современного Мархаматского района Андижанской области. Член КПСС с 1976 года.
В 1967—1991 — механик-водитель хлопкоуборочной машины совхоза имени Ленина Дустликского района Сырдарьинской области.
Указом Президиума Верховного Совета СССР от 10 декабря 1973 года присвоено звание Героя Социалистического Труда с вручением ордена Ленина и золотой медали «Серп и Молот».
Жил в Сырдарьинской области Узбекистана.

## Награды и звания
- Герой Социалистического Труда (10.12.1973)[1]
- Орден Ленина (14.12.1972, 10.12.1973[1], 25.12.1976)
- Орден Трудового Красного Знамени (08.04.1971)